# East Kent Goldings
East Kent Goldings is een hopvariëteit, gebruikt voor het brouwen van bier.
Deze hopvariëteit is een 'aromahop', bij het bierbrouwen voornamelijk gebruikt vanwege zijn aromatische eigenschappen. De hopvariëteit is oorspronkelijk afkomstig uit het Verenigd Koninkrijk en was vanaf 1790 ontwikkeld uit de oude hopvariëteit Canterbury Whitebine. Wanneer de hop is geteeld in het oosten van Kent dan spreekt men van East Kent Goldings, komt hij uit het midden van Kent (Mid-Kent) dan spreekt men van Kent Goldings en wanneer hij elders is geteeld, noemt men de soort simpelweg Goldings.

## Kenmerken
- Alfazuur: 5-7%
- Bètazuur: 2-3,5%
- Eigenschappen: zacht en aangenaam aroma